# Aziza Mustafa Zadeh (album)
Aziza Mustafa Zadeh è il primo album in studio della musicista azera Aziza Mustafa Zadeh, pubblicato nel 1991.

## Tracce
1. Quiet Alone – 3:31
2. Tea on the Carpet – 4:03
3. Cemetery – 6:47
4. Inspiration – 4:37
5. Reflection – 4:07
6. Oriental Fantasy – 11:16
7. Blue Day – 4:16
8. Character – 5:16
9. Aziza's Dream – 4:50
10. Chargah – 5:09
11. My Ballad – 4:17
12. I Cannot Sleep – 6:46
13. Moment – 0:47
14. Exprompt – 2:02
15. Two Candles – 5:57